# Експат (фільм)
«Експат» (англ. The Expatriate) — американський фільм режисера Філіпа Штелцля, з Аароном Екхартом в головній ролі. Прем'єра в Україні відбулась 27 вересня 2012 року.

## Зміст
Колишній агент ЦРУ і його дочка змушені тікати від його роботодавців, які націлені ліквідувати їх, як частину широкомасштабної міжнародної змови.

## Ролі
| Актор           | Роль               |
| --------------- | ------------------ |
| Аарон Екхарт    | Бен Логан          |
| Ольга Куриленко | Анна Брандт        |
| Ліана Ліберато  | Емі Логан          |
| Кейт Ліндер     | директор Гіббінс   |
| Гаррік Хегон    | Джеймс Хелгейт III |
| Ерік Годон      | Мейтленд           |

## Зйомки
Зйомки проходили в Монреалі і Бельгії.

## Знімальна група
- Режисер — Філіп Штельцль
- Сценарист — Філіп Штельцль
- Продюсер — Клод Леже, Адріан Політовскі, Карл Річардс
- Композитор — Джефф Данна